# Dieter-Renz-Halle
Die Dieter-Renz-Halle ist eine Sporthalle in der nordrhein-westfälischen Stadt Bottrop im Ruhrgebiet. Sie wurde 1971 eröffnet und ist nach dem Amateurboxer Dieter Renz, der 1969 im Alter von 26 Jahren tödlich verunglückte, benannt. Sie ist die größte Sporthalle der Stadt.

## Geschichte
Am 6. März 1996 wurde die Halle durch einen Brand vollständig zerstört. Das Feuer entstand bei Schweißarbeiten am Dach. 1998 wurde die Halle wieder eröffnet.

## Nutzung
Der Volleyballverein RWE Volleys Bottrop trägt seine Heimspiele in der Halle aus.